# 国際連合安全保障理事会常任理事国
国際連合安全保障理事会常任理事国（こくさいれんごうあんぜんほしょうりじかいじょうにんりじこく、英語: Permanent members of the United Nations Security Council、略称：常任理事国、じょうにんりじこく）は、国連安全保障理事会を構成し、恒久的な地位を持つ理事国である。1945年10月に国際連合が発足し、それ以来一貫して後述の5か国が務めている。"Permanent members 5"の略でP5とも呼ばれる。

## その他言語での表記
- アラビア語: عضو دائم في مجلس الأمن التابع للأمم المتحدة
- 中国語: 联合国安全理事会常任理事国
- 英語: Permanent members of the United Nations Security Council
- フランス語: Membres permanents du Conseil de sécurité des Nations Unies
- ロシア語: Постоянные члены Совета Безопасности ООН
- スペイン語: Miembros permanentes del Consejo de Seguridad de las Naciones Unidas

## 安保理常任理事国
1945年9月2日に終結した第二次世界大戦の戦勝国に基づき、アメリカ、フランス、イギリス、中華人民共和国（1971年10月25日以前は中華民国）、ロシア（1991年12月25日以前はソビエト連邦）の5ヶ国が安保理常任理事国になった。ただし、常任理事国の国名が明記されている国連憲章第5章第23条そのものは2025年2月現在も改正されておらず、「中華民国」「ソビエト連邦」の文言が残っている。
2022年12月26日、ウクライナは1991年のソ連崩壊時に、ロシアは継承国となるために必要な手続きが踏んでいなかったとして安保理常任理事国の地位を剥奪するよう、加盟国に呼び掛ける声明を発表している。
国連憲章第5章第23条では、常任理事国となる5ヶ国を以下の順に定めている。
| 国家     | 現在の代表者（国連大使）         | 国家元首                         | 政府の長                         | 以前の代表国                                     |
| -------- | -------------------------------- | -------------------------------- | -------------------------------- | ------------------------------------------------ |
| アメリカ | ドロシー・シェイ（臨時代理大使） | ドナルド・トランプ（大統領）     | ドナルド・トランプ（大統領）     | なし                                             |
| フランス | ニコラス・デ・リヴィエール       | エマニュエル・マクロン（大統領） | フランソワ・バイル（首相）       | なし                                             |
| イギリス | バーバラ・ウッドワード           | チャールズ3世（国王）            | キア・スターマー（首相）         | なし                                             |
| 中国     | 張軍                             | 習近平（党総書記兼国家主席）     | 李強（首相）                     | 中華民国 （1945年10月24日 – 1971年10月25日）     |
| ロシア   | ワシーリー・ネベンジャ           | ウラジーミル・プーチン（大統領） | ミハイル・ミシュスティン（首相） | ソビエト連邦 （1945年10月24日 – 1991年12月25日） |

## 現在の首脳

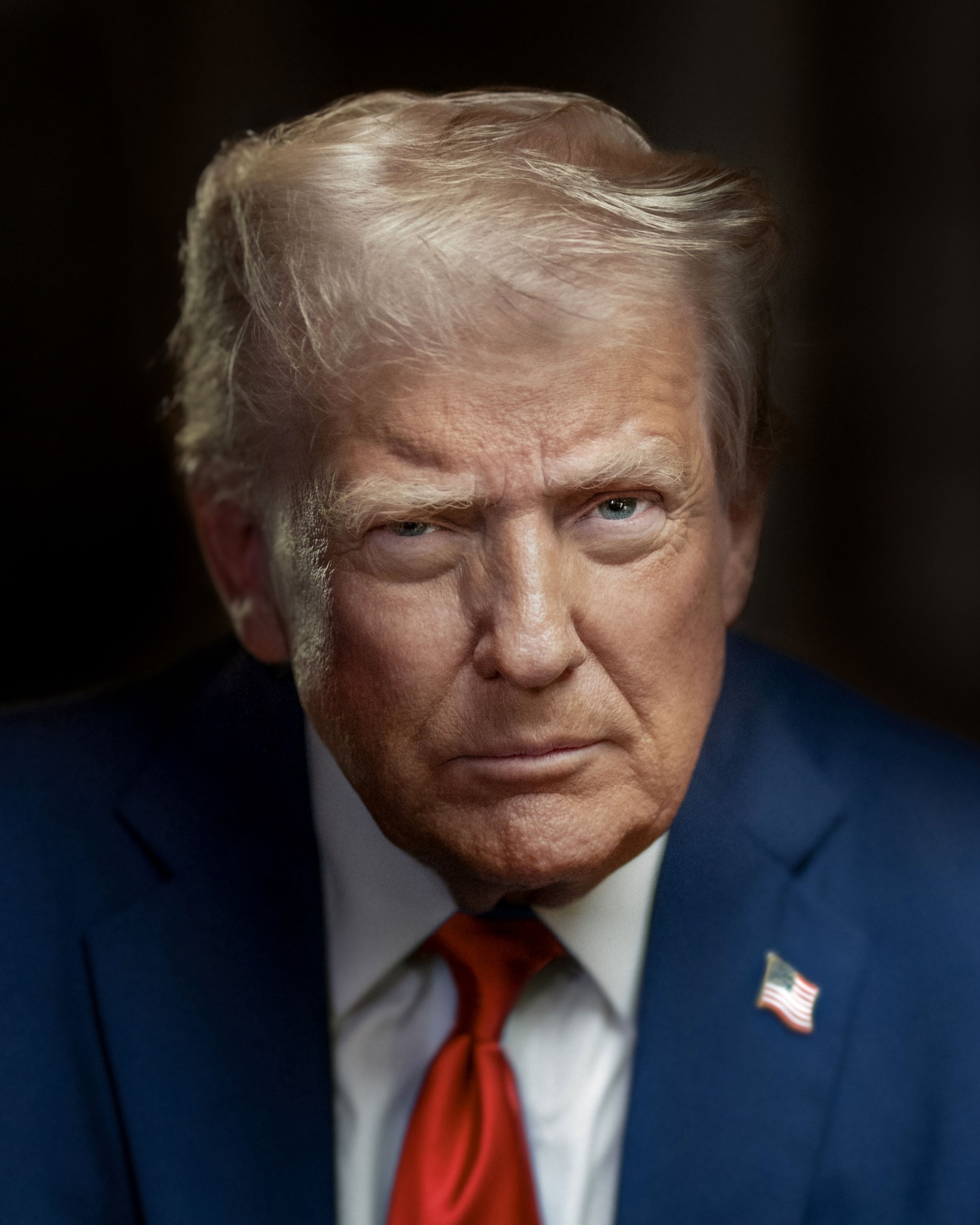
アメリカ ドナルド・トランプ （大統領）
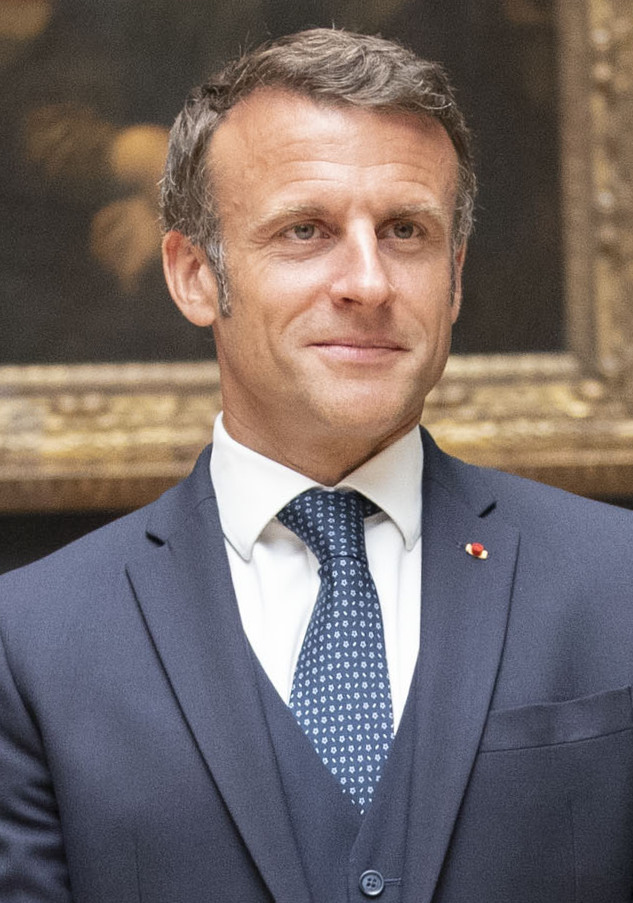
フランス エマニュエル・マクロン（大統領）
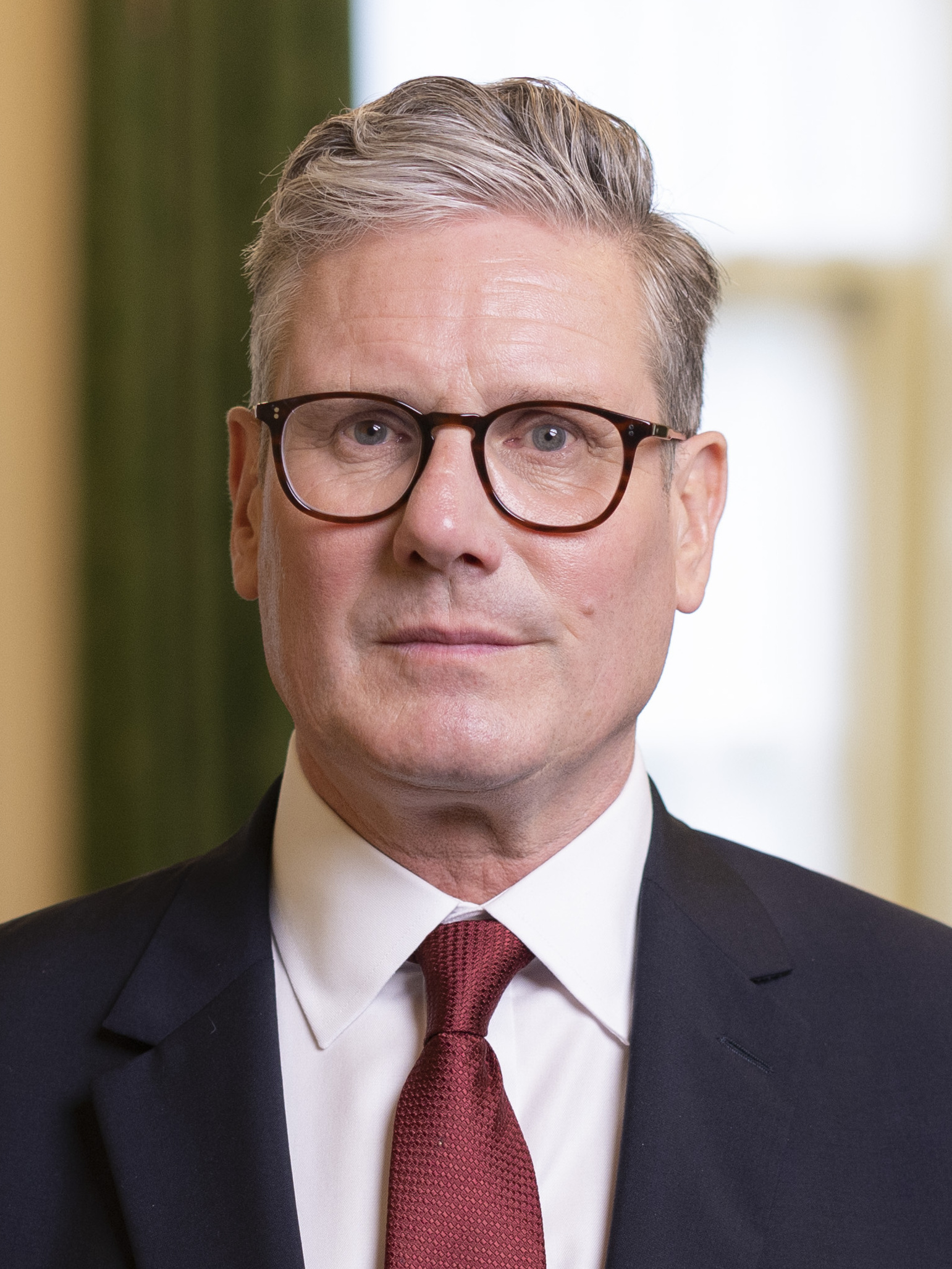
イギリス キア・スターマー（首相）
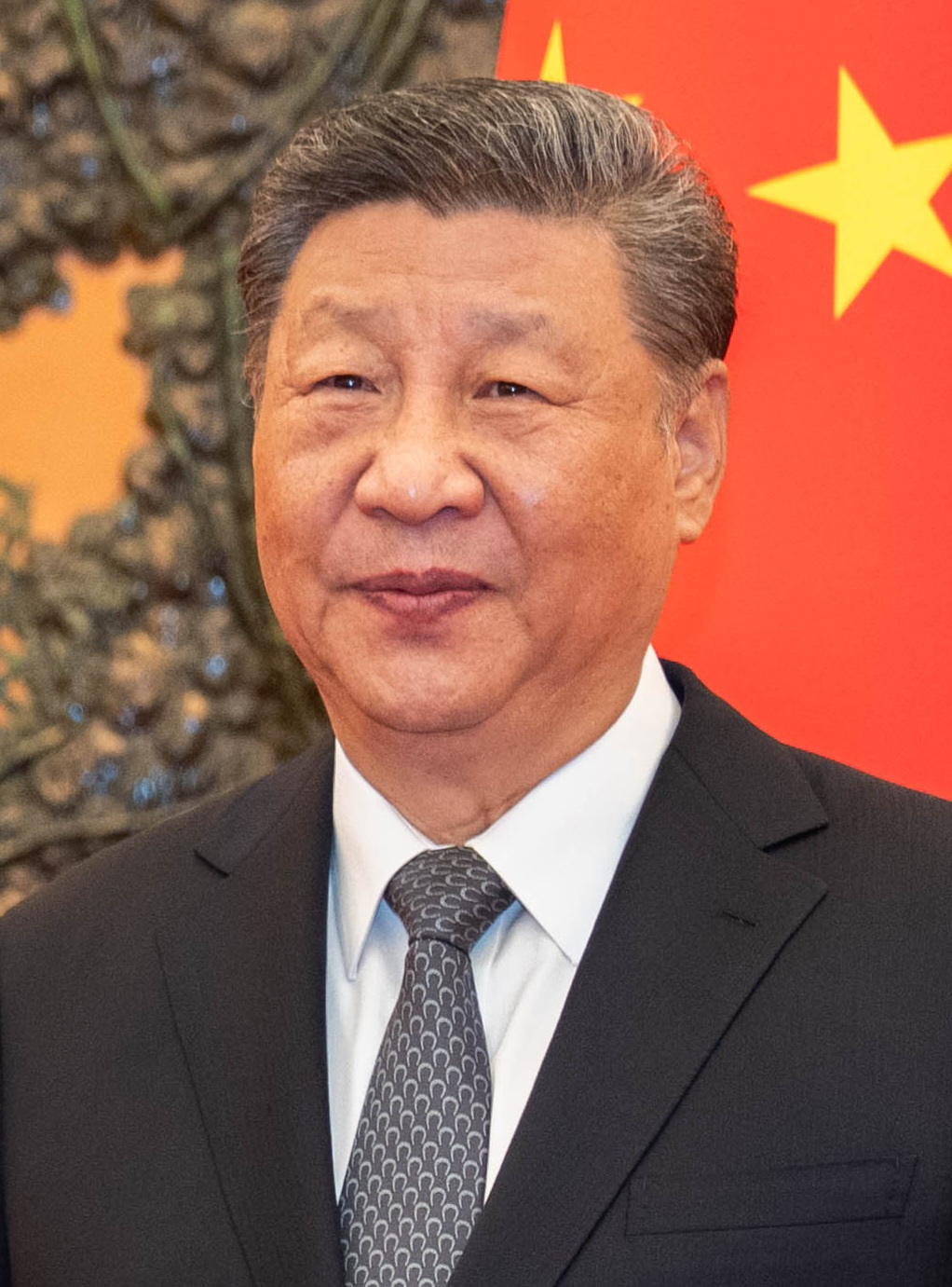
中国 習近平（総書記・国家主席）[注 1]
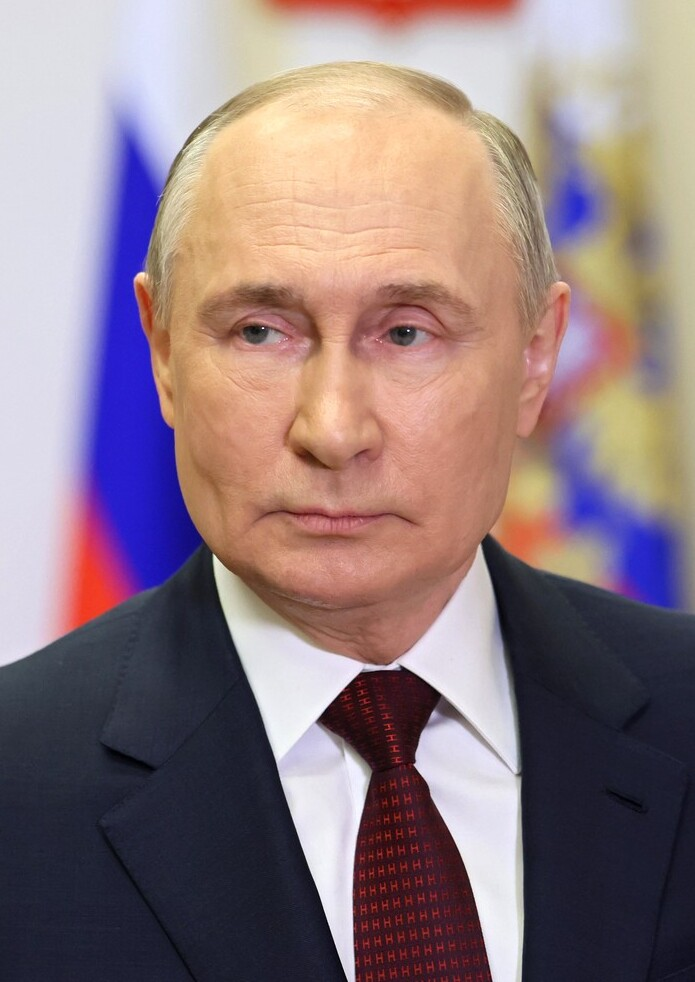
ロシア ウラジーミル・プーチン（大統領）

## 拒否権
国連憲章第27条により、安保理常任理事国は手続き事項を除く全ての事項に関する安保理議案への拒否権を持つ。安保理常任理事国のうち1か国でも反対すれば、議案は成立しない。また同108条により、安保理常任理事国は国連憲章の改正に対しても拒否権を持つ。

## 安保理常任理事国の拡大案
安保理の運営に伴う問題についての改革で、具体的には理事国の増加について様々な案が出されている。

G4 諸国